# Bratislav Gašić
Bratislav Gašić (en serbe cyrillique : Братислав Гашић ; né le 30 juin 1967 à Kruševac) est un homme politique serbe, vice-président du Parti progressiste serbe (SNS) et ancien maire de Kruševac. Le 27 avril 2014, il est élu ministre de la Défense dans le gouvernement d'Aleksandar Vučić,.

## Biographie
Bratislav Gašić naît à Kruševac, où il effectue ses études élémentaires et secondaires, puis il suit les cours de la Faculté d'économie de l'Université de Niš dont il sort diplômé. Pendant plus de vingt ans, il travaille pour la société privée Santos, qui produit notamment du thé et du café ainsi que des produits dérivés du pétrole et qui distribue également du gaz. Il devient copropriétaire de Grand kafe, l'une des marques les plus importantes de la distribution en Serbie.
Sur le plan politique, en 2008, Gašić est l'un des fondateurs du Parti progressiste serbe (SNS) de Tomislav Nikolić, issu d'une scission avec le Parti radical serbe (SRS) de Vojislav Šešelj.
Aux élections législatives du 6 mai 2012, Bratislav Gašić participe à la coalition « Donnons de l'élan à la Serbie », emmenée par Nikolić. Il figure en 16e place sur la liste, qui obtient 24,04 % des suffrages et 73 députés. Gašić obtient ainsi un mandat de député à l'Assemblée nationale de la république de Serbie. À la suite des élections locales qui se déroulent en même temps que les élections législatives, en juin, Gašić est élu maire (en serbe : gradonačelnik) de sa ville natale de Kruševac et, le 29 août 2012, il renonce à son mandat parlementaire.
En septembre 2012, Bratislav Gašić devient vice-président du Parti progressiste,.
Après une crise gouvernementale et un remaniement ministériel, le 29 janvier 2014, Tomislav Nikolić, président de la République depuis 2012, à l'instigation d'Aleksandar Vučić, premier vice-président du gouvernement d'Ivica Dačić et président du SNS, dissout l'Assemblée et convoque des élections législatives anticipées pour le 16 mars,. La liste du parti, menée par Vučić et nommée « Un avenir dans lequel nous croyons » (en serbe : Budućnost u koju verujemo), rassemble aussi le Parti social-démocrate de Serbie, Nouvelle Serbie, le Mouvement serbe du renouveau et le Mouvement des socialistes ; elle remporte à elle seule 48,34 % des suffrages, obtenant ainsi 158 députés sur 250 à l'Assemblée nationale. Le 27 avril 2014, Vučić est élu par l'Assemblée président du gouvernement de la Serbie et Bratislav Gašić devient ministre de la Défense dans ce nouveau gouvernement,,.

## Vie privée
Bratislav Gašić est marié et père de trois enfants. Il parle grec et anglais,.